# Socarrats (Torà)
Socarrats és una masia del municipi de Torà (Solsonès) inclosa a l'Inventari del Patrimoni Arquitectònic de Catalunya.

## Situació
La masia es troba al nucli disseminat de Vallferosa, al nord-oest del municipi de Torà. S'aixeca a la carena que separa la rasa de Padollers a llevant, del barranc de Bellera, a ponent. S'hi arriba per la carretera LV-3005a (de Torà a Solsona). Al punt quilomètric 5,9 (41° 50′ 52″ N, 1° 25′ 28″ E / 41.847666°N,1.424419°E) s'agafa el desviament a l'esquerra (N) molt ben senyalitzat. A l'immediat trencall (55 metres) es deixa la pista de la dreta que mena a Comabella i per la de l'esquerra es puja a Socarrats en 1 km. Poc més enllà es veu la masia de Guillons.

## Descripció
Edifici de quatre façanes i tres plantes.

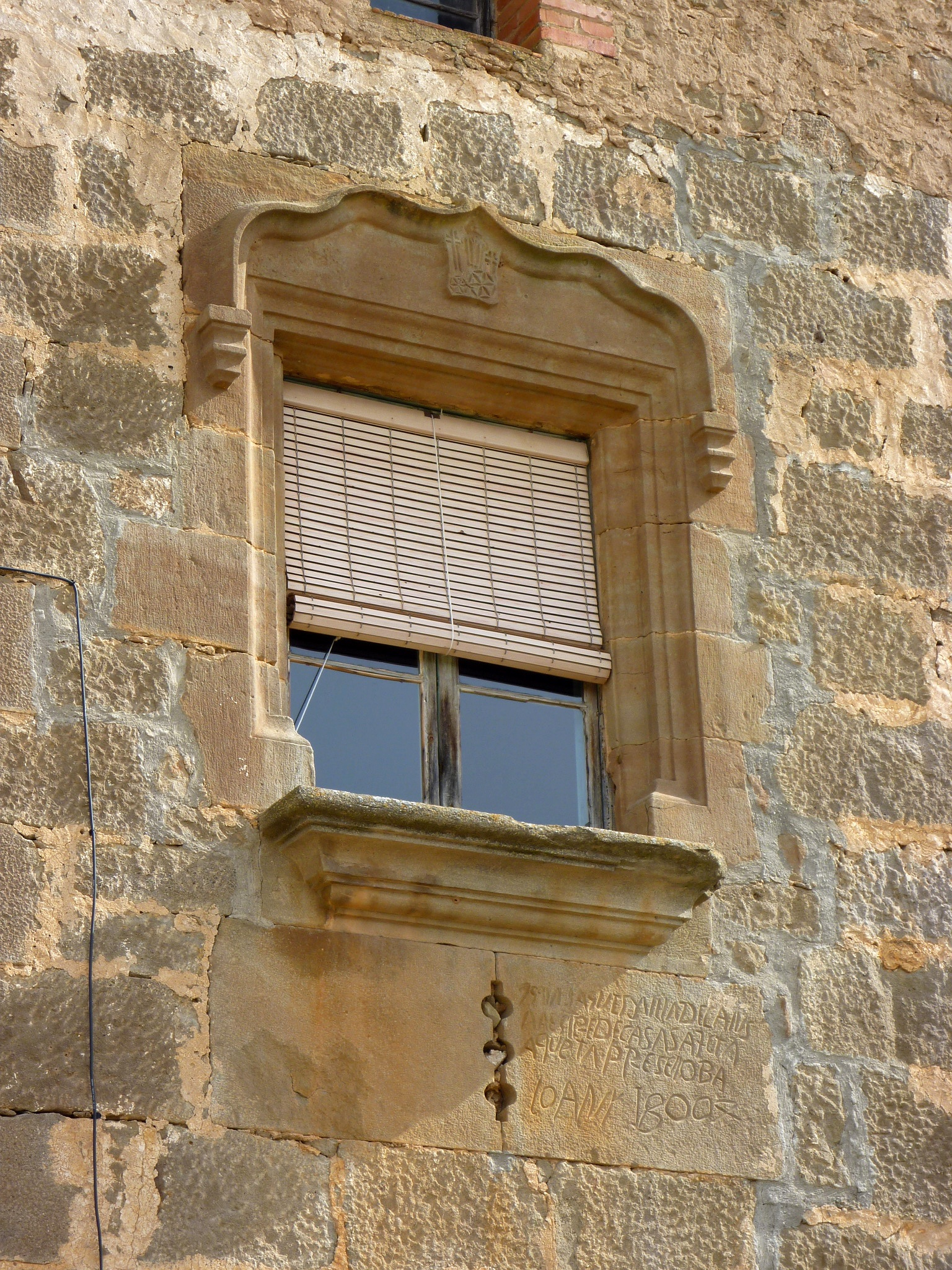
Finestra amb motllures i escut

A la façana est, hi ha la porta d'accés en arc de mig punt adovellada, a la seva dreta hi ha dues espitlleres. A la planta següent hi ha tres finestres, la del centre és de pedra motllurada i ampit. A la darrera planta hi ha dues finestres de maó. A la façana nord, hi ha tres finestres, la de la dreta amb ampit. A la darrera planta hi ha dues finestres. A la façana oest, hi ha un edifici annex adjuntat a la façana. A la part que queda lliure, hi ha una premsadora. A la façana sud, a la planta baixa a l'esquerra hi ha una entrada amb llinda de pedra i porta metàl·lica. A la planta següent, hi ha tres finestres. Les dues de la dreta amb llinda de pedra i ampit. La de l'esquerra, hi ha una finestra amb guardapols i segell centrat a la llinda que presenta una motlluració mixtilínia i una mena d'escut amb tres creus i una flor de sis pètals. A la darrera planta hi ha tres finestres senzilles. La coberta és de dos vessants (est-oest), acabada amb teules.
Adjunt a la façana oest, hi ha un edifici estret de dues plantes. A la façana sud a la planta baixa hi ha una entrada tapiada, a la planta superior té una petita terrassa. La coberta és d'un vessant (nord), acabada amb teules.
A l'esquerra d'aquest edifici n'hi ha un altre que té funció de paller on destaca la gran entrada amb arc. Davant de la façana principal hi ha un altre edifici amb funcions agrícoles.

## Història
La datació aproximada és del segle xvii o XVIII. Ben segur que cal cercar, però, l'origen d'aquest edifici a l'edat mitjana.